# Mycosphaerella americanae
Mycosphaerella americanae är en svampart som beskrevs av B.V. Lima, R.W. Barreto & D.J. Soares 2009. Mycosphaerella americanae ingår i släktet Mycosphaerella och familjen Mycosphaerellaceae.   Inga underarter finns listade i Catalogue of Life.